# Оши-ле-Мин
Оши-ле-Мин (фр. Auchy-les-Mines) — коммуна во Франции, регион О-де-Франс, департамент Па-де-Кале, округ Бетюн, кантон Дуврен. Коммуна расположена в 11 км к востоку от Бетюна и в 10 км к северу от Ланса, в 8 км от автомагистрали А26 "Англия". В 3 км к северу от центра коммуны находится железнодорожная станция Ла-Бассе-Вьолен линии Лилль–Сен-Поль-сюр-Тернуаз.
Население (2018) — 4 700 человек.

## Достопримечательности
- Церковь Святого Мартина, восстановленная, как и весь город, после разрушений Первой мировой войны
- Редут Гогенцоллерн, укрепление немецких войск во время Первой мировой войны

## Экономика
Структура занятости населения:
- сельское хозяйство - 1,5 %
- промышленность - 3,0 %
- строительство - 8,9 %
- торговля, транспорт и сфера услуг - 53,7 %
- государственные и муниципальные службы - 32,9 %

Уровень безработицы (2017) — 17,4 % (Франция в целом — 13,4 %, департамент Па-де-Кале — 17,2 %). 

Среднегодовой доход на 1 человека, евро (2017) — 18 590 (Франция в целом — 21 110, департамент Па-де-Кале — 18 610).

## Демография
Динамика численности населения, чел.

## Администрация
Пост мэра Оши-ле-Мин с 2020 года занимает коммунист Жан-Мишель Легран (Jean-Michel Legrand). На муниципальных выборах 2020 года возглавляемый им левый список победил в 1-м туре, получив 67,97 % голосов.
| Период | Период | Фамилия           | Партия                                | Примечания |
| ------ | ------ | ----------------- | ------------------------------------- | ---------- |
| 1971   | 2000   | Поль Барруа       | Коммунистическая партия               |            |
| 2000   | 2014   | Жан Кларис        | Коммунистическая партия               |            |
| 2014   | 2020   | Жоэль Фонтен      | Разные левые, Коммунистическая партия |            |
| 2020   |        | Жан-Мишель Легран | Коммунистическая партия               |            |